# كارولي تاكاس
كارولي تاكاس (بالمجرية: Takács Károly)‏ هو مدرب رياضي مجري، ولد في 21 يناير 1910 في بودابست في المجر، وتوفي بنفس المكان في 5 يناير 1976.

## وصلات خارجية
- كارولي تاكاس على موقع اللجنة الأولمبية الدولية (الإنجليزية)
- كارولي تاكاس على موقع أوليمبيديا (الإنجليزية)
- كارولي تاكاس على موقع الموسوعة البريطانية (الإنجليزية)